# Plasmobates acutirostrum
Plasmobates acutirostrum är en kvalsterart som beskrevs av Hammer 1973. Plasmobates acutirostrum ingår i släktet Plasmobates och familjen Plasmobatidae. Inga underarter finns listade i Catalogue of Life.